# Římskokatolická farnost Fulnek
Římskokatolická farnost Fulnek je farnost římskokatolické církve v děkanátu Bílovec ostravsko-opavské diecéze. Farním kostelem je kostel Nejsvětější Trojice ve Fulneku.

## Dějiny farnosti
Není známo, kdy farnost Fulnek vznikla, vůbec poprvé je doložena 26. února 1293 v listě pana Oldřicha z Lichtenburka, potomka mocného rodu Ronovců a vlastníka Fulnecka, jímž prodává fojtovi Štědronovi v Jílovci za 10 hřiven fojtství tamtéž. Svědky jsou mimo jiné Jerloch, farář v Jerlochovicích, a Mikuláš, farář v Děrném. Z listu se dovídáme, že Děrné a Jílovec jsou vsemi starého založení, Děrné a Jerlochovice mají vlastní fary, zatímco Kujavy (Clementis villa) byly založeny ještě žijícím fojtem Klimentem. Dle dokumentu z roku 1377 víme, že faře fulnecké náležel tehdy nějaký majetek v Jerlochovicích (villa Gerlaci).
Když roku 1389 Beneš z Kravař založil ve Fulneku augustiniánský klášter, daroval mu vsi Děrné (Tirnaviam) a Jílovec (Gylowecz). Léta Páně 1391 Lacek z Kravař a jeho nejstarší syn Jan rozmnožili nadání kláštera darem vesnic Bílova a Staré Vsi. Roku 1399 koupili augustiniáni od Lacka II. z Kravař ves Pustějov (Petrovicz). Léta Páně 1512 konvent odkoupil od Jana Nedvídka z Jakubčovic a jeho mladšího bratra ves Lukavec s pustou véskou Požahou. Klášter však spravoval nejen obce vlastní, leč i některé ve vlastnictví zámku. Roku 1588 uzmul Jan starší Skrbenský klášteru fary a kostely v Jerlochovicích, Kujavách, Pohoři, Stachovicích a Vrchách a obsadil je heretickými evangelickými predikanty, dokonce i klášter silou přinutil již roku 1584 sehnat si ke kostelu také luterského predikanta. Po tuhém boji s proboštem kláštera byl však přinucen majetek roku 1594 vrátit.
Roku 1784 byl klášter císařem Josefem II. zrušen. Z obcí, původně k němu přifařených, byla Slatina povýšena na farnost, Pohoř, Vrchy, Kujavy, Pustějov a Hladké Životice se staly lokáliemi, Bílov byl přifařen k Bílovci, Kletné k Suchdolu a při Fulneku zůstaly Stachovice, Děrné, Kostelec, Jerlochovice, Jestřabí, Jílovec, Moravské Vlkovice a Lukavec. Fulnecká fara byla podřízena děkanátu v Odrách. Koncem 19. století nalézáme zmínky o děkanském kostele ve Fulneku, v oné době zde tedy bylo i děkanství.
V současnosti jsou Hladké Životice i Kujavy samostatnými farnostmi, Moravské Vlkovice byly přifařeny k Vésce. Vrchy se nejprve staly samostatnou farností, roku 2005 byly ovšem opět přifařeny k Fulneku. Farnost dnes spadá pod děkanát v Bílovci.
V roce 1930 žilo ve farnosti 6679 obyvatel, z čehož 6450 (97 %) se přihlásilo k římskokatolickému vyznání.

## Dnešní členění farnosti
Pod fulneckou farnost spadají tato sídla (stav roku 2006):
- Fulnek (kostel Nejsvětější Trojice)
- Děrné (kostel sv. Petra a Pavla)
- Jerlochovice (kostel Nanebevzetí Panny Marie)
- Jestřabí (kaple sv. Jana Nepomuckého)
- Jílovec (kaple sv. Matouše[10])
- Kostelec (bez kostela či kaple)
- Lukavec (kostel sv. Jana Křtitele a sv. Barbory)
- Stachovice (kostel sv. Kateřiny)
- Vrchy (kostel sv. Jiří)

## Bohoslužby
| Kostel                                       | Místo        | Bohoslužba (den)                         | Hodina          | Poznámka        |
| -------------------------------------------- | ------------ | ---------------------------------------- | --------------- | --------------- |
| kostel Nejsvětější Trojice                   | Fulnek       | úterý středa čtvrtek pátek sobota neděle | 18.00 8.00 9.00 | farní kostel    |
| kostel svaté Kateřiny                        | Stachovice   | úterý neděle                             | 17.00 7.30      | filiální kostel |
| kostel svatého Petra a Pavla                 | Děrné        | středa neděle                            | 17.00 8.00      | filiální kostel |
| kostel svatého Jana Křtitele a svaté Barbory | Lukavec      | čtvrtek neděle                           | 17.00 10.30     | filiální kostel |
| kostel svatého Jiří                          | Vrchy        | neděle                                   | 10.30           | filiální kostel |
| kostel Nanebevzetí Panny Marie               | Jerlochovice | první sobota v měsíci                    |                 | filiální kostel |
| kaple svatého Matouše a Floriána             | Jílovec      | příležitostně                            |                 | kaple           |
| kaple svatého Jana Nepomuckého               | Jestřabí     | příležitostně                            |                 | kaple           |

## Faráři a administrátoři
Seznam dle zdrojů
- Barciak & Müller (2004), str. 37, 59.
- Vlčková (2007), str. 32–34.
- Wolny (1859), str. 190, 196, 197, 201, 202.

{* 1293 – v Děrném Mikuláš (Nicolaus plebanus de Dirnavia), v Jerlochovicích Oradus (Oracus plebanus de villa Gerlati).}
- 1293 – Konrád
- 1332 – Mladota (Mladotha plebanus ecclesie parrochialis in Fulnek).[12]
- 1372 – František (Franciscus plebanus noster in Fulnek).[13]

- 1389–1784 – Fara spadala pod fulnecký augustiniánský klášter, jeho probošti byli zároveň faráři.

- 1784–1790 – Dominik Ambrosoni[14]
- 1788–1792 – Ferdinand Roesner (administrátor)
- 1793–1822 – Joseph Dominik Baumann
- 1822–1822 – Josef Olbrich (administrátor)
- 1822–1845 – Thomas Seewald
- 1845–1854 – Ignaz Habrich
- 1854–1872 – Johann Zohner
- 1873–1901 – Karel Boschovský
- 1902–1904 – František Heider
- 1905–1945 – František Xaver Ocásek
- 1945–1958 – Antonín Novotný
- 1958–1969 – Antonín Loprais
- 1969–1984 – Jan Hypolit Segeťa, OFMCap.[15] (administrátor)
- 1984–1990 – Jiří Jan Vícha, OFMCap.
- 1990–1999 – Rudolf Jiljí Friedl, OFMCap.
- 1999–2005 – Rudolf Kopecký
- 2005–2011 – Artur Daniel Cierlicki SAC[16] (do října 2011)
- 2011–2018 – Paweł Pruszyński SAC (do října 2011 byl ve farnosti farním vikářem, v červenci 2018 odeslán do řádové komunity v Římě)
- 2018–dosud – Józef Wojciech Gruba SAC

## Farní vikáři a kooperátoři
- Seznam, zvláště jeho části týkající se vzdálenějšího období, je vytvořen dle:
  - Vlčková, Jana. (2007). Historie a katalogizace knižního fondu farní knihovny ve Fulneku. Bakalářská diplomová práce. Katedra historie Filozofické fakulty Univerzity Palackého. Olomouc. Str. 34–36.
  - http://www.cirkev.cz/lide-a-udalosti/zemrel-kapucin-p-kajetan-pavel-sasinek/ (navštíveno 2010-11-03)
- Kooperátor – Z lat. cooperare – spolupracovati; dřívější označení pro farního vikáře (obsažené ještě v CIC z roku 1917).
- Farní vikář – Spolupracovník faráře, lidově nepřesně označován jako kaplan; tento název však CIC (1917 i 1983) přiřazuje poněkud jiné funkci.
- Není-li zde uvedeno jinak, jedná se o kooperátory čili farní vikáře. Označení kaplan je užíváno jen ve smyslu CIC.
- 1785–1803 – Herluin Austiffter
- 1785–1803 – Ludvík Hust
- 1785–1805 – Erik Abendroth
- 1785–1805 – Ildephon Kunerth
- 1786–1795 – Evžen Pichler
- 1787–1795 – Jan de Deo Weeber
- 1789–1795 – Jakub Kazimír
- 1800–1800 – Laurenz Braitkopf
- 1800–1807 – Jan Weber
- 1806–1808 – Filip Kunerth
- 1806–1809 – František Gela
- 1808–1811 – František Augustin
- 1809–1811 – Andrej Glaeser
- 1809–1827 – Bartoloměj Müller
- 1810–1812 – Antonín Frank
- 1811–1827 – Josef Olbrich
- 1812–1827 – František Weber
- 1813–1827 – Jan Raschka
- 1828–1833 – Antonín Kuhn
- 1828–1833 – František Seewald
- 1828–1834 – František Dreyseitl
- 1834–1844 – Václav Richter
- 1835–1844 – Antonín Umlauf
- 1835–1844 – Karel Knapp
- 1836–1836 – František Schütz
- 1853–1854 – Jan Bayer (1855 na jeden rok kaplanem)
- 1853–1862 – Antonín Satke
- 1853–1862 – Karel Bošovský (1863–1872 kaplanem)
- 1857–1857 – Josef Kukula
- 1858–1875 – Josef Navrátil
- 1863–1875 – Jan Jeřábek (1876–1877 kaplanem)
- 1874–1875 – Roman Kiml
- 1876–1876 – Josef Tittl
- 1876–1876 – Leonardo Chlupáček
- 1877–1879 – Václav Sezulka
- 1878–1880 – Ignác Havlíček
- 1878–1881 – Ignác Zavřel
- 1881–1884 – František Štafa
- 1882–1884 – Josef Kohn
- 1885–1888 – Josef Kuča
- 1885–1890 – František Ocásek
- 1888–1888 – František Pisch
- 1889–1890 – František Rosík
- 1890–1893 – Fabián Keppert
- 1891–1893 – Jan Hrubý
- 1891–1894 – Antonín Ficek
- 1894–1895 – Vincenc Zabojník
- 1894–1902 – Mikuláš Maršálek
- 1895–1896 – Augustin Zenner
- 1896–1904 – Jan Toloch
- 1897–1903 – Leopold Oprchal
- 1903–1904 – Martin Mikulka
- 1904–1908 – Ludvik Pinkava
- 1906–1912 – Emil Pilich (1913–1914 kaplanem)
- 1909–1909 – Karel Bílek
- 1909–1909 – Štěpán Brečka
- 1910–1910 – Jan Ertl
- 1911–1912 – Frederik Šádek
- 1913–1916 – František Pardík (1917–1918 kaplanem)
- 1916–1916 – Alois Schaffer
- 1917–1945 – Antonín Novotný
- 1919–1922 – František Hradil
- 1923–1942 – Josef Janisch
- 1940–1945 – František Walter
- 1946–1948 – Robert Chovanec
- 1949–1969 – Antonín Loprais
- 1967–1969 – Antonín Huvar
- 1969–1970 – Bernard Josef Bartoň, OFMCap.
- 1969–1970 – Juvenál Antonín Valíček, OFMCap.
- 1969–1984 – Jan Jiří Vícha, OFMCap.
- 1985–1988 – Kajetán Pavel Sasínek, OFMCap.
- 1987–1991 – Metoděj Josef Sládek, OFMCap.
- 1991–1999 – Bernard Josef Bartoň, OFMCap.
- 1995–1996 – Dismas Tomaštík, OFMCap. (nejprve jáhen)
- 1996–1998 – Bartoloměj Jiří Šenkeřík, OFMCap.
- 1999–2001 – Adam Józef Kasperek (nejprve jáhen)
- 2002–2003 – Jan Maria Hnátek (jáhen)
- 2005–2007 – Józef Wojciech Gruba SAC[16]
- 2007–2009 – Tomasz Kazański SAC[16]
- 2009–2011 – Paweł Pruszyński SAC[16] (představený komunity, od října 2011 farářem)
- 2011–2014 – Slavomír Peklanský SAC[16] (od října, předtím v Radešínské Svratce)
- 2014–2018 – Józef Wojciech Gruba SAC
- 2018–2019 – Slavomír Peklanský SAC
- 2019–dosud – Jan David SAC

#### Doporučená literatura
- Bahlcke, Joachim & Eberhard, Winfried & Polívka, Miloslav. (2001). Lexikon historických míst Čech, Moravy a Slezska. 1. vydání. Praha: Argo. 811 stran. ISBN 80-7203-402-2. Str. 115, 116.
- Barciak, Antoni & Müller, Karel. (2004). Regesty dokumentów przechowywanych na Górnym Śląsku & Regesty listin uložených v Horním Slezsku. I. díl. Wrocław: Centrum Badań Śląskoznawczych i Bohemistycznych Uniwersytetu Wrocławskiego; Opava: Zemský archiv v Opavě. 158 stran. ISBN 80-86388-17-4. Str. 24, č. 16; str. 37, č. 48; str. 59, č. 108; str. 91, č. 196; str. 92, č. 198.
- Boczek, Antonius, Codex diplomaticus et epistolaris Moraviae. Tomus XII.–XIV. Olomoucii: A. Skarnitzl.
- Bouda, Tomáš. (1980). Barokní sochy před farním kostelem. In Fulnecký kulturní zpravodaj. Ročník 1980, číslo 4. Fulnek: Městský národní výbor. 12 stran. Str. 3–5.
- Brandl, Vincenz. (1876). Glossarium illustrans bohemico-moravica historia fontes. Brünn: Carl Winiker. 470 stran.
- Brandl, Vincenz. (1885). Codex diplomaticus et epistolaris Moraviae. 11. Band. Brünn: Verlag des Mährischen Landes-Ausschusses. 564 stran. Str. 484–486, č. 570.
- Bretholz, Berthold (1903). Codex diplomaticus et epistolaris Moraviae. 15. Band. Brünn: Verlag des Mährischen Landes-Ausschusses. 440 stran. Str. 259–260, č. 295.
- Demel, Phillip. (1869). Die Pfarrkirche in Fulnek und das Mariabild am Hochaltar. Fulnek: Verlag des Verfaſſers. 82 stran. Str. 3–14.
  - Originál na německých Wikizdrojích, překlad na českých Wikizdrojích, snímky knihy na Commons.
- Gavendová, Marcela & Koubová, Marta & Levá, Pavla. (1996). Kulturní památky okresu Nový Jičín. Nový Jičín: Okresní úřad; Ostrava: Památkový ústav Ostrava. 284 stran. ISBN 80-85034-14-X. Str. 40–42, 47, 50, 59–64.
- Grůza, Antonín & Goryczková, Naďa. (1997). Stavebně historický průzkum : Filiální kostel Nanebevzetí P. Marie v Jerlochovicích. Ostrava: Památkový ústav Ostrava.
- Hoduláková, Milena & Bouda, Tomáš. (1980). Augustiniánský klášter. In Fulnecký kulturní zpravodaj. Ročník 1980, číslo 3. Fulnek: Městský národní výbor. 12 stran. Str. 3–5.
- Hosák, Ladislav. (1938). Historický místopis země Moravskoslezské. Praha: Společnost přátel starožitností čsl. 1144 stran. Str. 688–689.
- Christová, E. Empírový pokoj na faře ve Fulneku. In Časopis Slezského muzea. B, IV, 1954/1955. Str. 114–115.
- Jaschke, E. (1923). Gerlsdorf im Jahre 1817. In Das Kuhländchen. 5. Band. Neu-Titſchein: L. V. Enders’ſch. S. 150–153.
- Jelonek, Emil. (1926). Felix Ivo Leicher. In Das Kuhländchen. 7. Band. Neu-Titſchein: L. V. Enders’ſch. S. 17–20, 33–37, 49–53.
- Kollmann, Hynek. (1894). P. Bonaventura z Kolína, kapucin, reformator města Fulneku. In Sborník historického kroužku, sešit 3, rok 1894. Odpovědný redaktor prof. PhDr. M. KOVÁŘ. Praha : Družstvo Vlasť. ISSN 1803-3091. OCLC 183234384. Strany 87–105.
  - Text na českých Wikizdrojích, snímky stran na Commons.
- Koubová, M. (1995). Farní kostel Nejsvětější Trojice ve Fulneku. Diplomová práce. Olomouc. Strojopis.
- Krofta, Camillus. (1905). Monumenta Vaticana res gestas Bohemicas illustrantia. Tomus 5. Pars 2. Praga. 1502 stran.
- Kubáč, Josef. (1973). Fulnecké památky. In Vlastivědný sborník okresu Nový Jičín. Svazek 11. Nový Jičín: Vlastivědný ústav. Str. 51–56.
- Kuča, Karel. (1996). Města a městečka v Čechách, na Moravě a ve Slezsku. I. díl. 1. vydání. Praha: Libri. 874 stran. ISBN 80-85983-13-3. Str. 857–858.
- Oppl, Stanislav Václav. (1928). Z kroniky staroslavného města Fulneku, působiště J. A. Komenského. Fulnek na Moravě: Kryl a Scotti. 175 stran. Str. 36–47, 96–99, 136–157.
- Ottův slovník naučný. (1895). 9. díl. Praha: J. Otto. 1037 stran. Str. 765–766.
- Peřinka, František Vácslav. (1931). Augustiniáni kanovníci ve Fulneku do války třicetileté. In Sborník historického kroužku. Ročník XXXII. Praha: Družstvo Vlast. Str. 28–34, 112–123, 201–225, 252–263.
  - Text na českých Wikizdrojích.
- Prasek, Vincenc. (1891). Dějiny kraje Holasovského čili Opavského. Edice Vlastivěda Slezská, III. díl, I. čásť. Opava: Jubilejní fond Vlastivědy Slezské. 196 stran. Str. 103.
- Rašková, Jana. (1980). Farní kostel sv. Trojice. In Fulnecký kulturní zpravodaj. Ročník 1980, číslo 2. Fulnek: Městský národní výbor. 12 stran. Str. 3–8.
- Sedláček, August. (2003). Atlasy erbů a pečetí české a moravské středověké šlechty. Svazek 5. & Atlas pečetí. 1. vydání. Praha: Academia. 382 stran. ISBN 80-200-1136-6. Str. 365, tabule 239, pečeť 239-1.
  - Pečeť Beneše z Kravař, zakladatele augustiniánského kláštera, na Commons.
- Stratil, Domitius. (1922). Ein altes Fulneker Altartuch. In Das Kuhländchen. 4. Band. Neutitſchein: L. V. Enders’ſch. Str. 17–21.
- Stumpf, Guſtav. (1922). Die Kirche in Tyrn. In Das Kuhländchen. 4. Band. Neutitſchein: L. V. Enders’ſch. Str. 78–83.
- Svátek, Josef. (1960a). Neobvyklá slavnost ve Fulneku r. 1690. In Vítkovsko. Číslo 9–10. Ostrava: Krajské nakladatelství. Vnitřní strana předního přebalu.
  - Text na českých Wikizdrojích.
- Svátek, Josef. (1960b). Neznámá zpráva ze sociálních dějin Fulneka. In Vítkovsko. Číslo 9–10. Ostrava: Krajské nakladatelství. Str. 31–32.
- Šebánek, Jindřich. (1932). Archivy zrušených klášterů moravských a slezských. Brno: Země moravskoslezská. 400 stran. Str. 173, 199, 200, 212, 275, 287, 288, 305, 306, 315.
- Šrámek, P. (1991). Osudy fulneckých zvonů. In Vlastivědný sborník okresu Nový Jičín. Svazek 47. Nový Jičín: Okresní vlastivědné muzeum. Str. 24–27.
- Štaud, Václav. KT na návštěvě : Fulnek. In Katolický týdeník, 28. 9. – 4. 10. 2010, 27. neděle v mezidobí, ročník XXI, č. 40, str. 9, články „Fulnek oslavuje 250 let kostela“, „Záchrana sakrálních památek jako smysl života“, „Volejbal a pitný režim“, „Památník J. A. Komenského“. ISSN 0862-5557.
  - Fulnek oslavuje 250 let kostela – o průběhu oslav jubilea.
  - Záchrana sakrálních památek jako smysl života – o Stanislavu Šmeidlerovi z Děrného, jenž se, ač stižen těžkou nemocí, věnuje opravám a obnovám sakrálních památek ve farnosti.
  - Volejbal a pitný režim – o farnících hrajících odbíjenou.
  - Památník J. A. Komenského – o Komenském a fulneckém památníku.
- Trapl, Miloš – Kraváček, František. (1993). Komenského Fulnek. Praha: Pressfoto. 47 stran. ISBN 80-7046-085-7.
- Turek, Adolf. (1959). Česky psané listiny města Fulneka. In Vítkovsko. Číslo 7. Ostrava: Krajské nakladatelství. Str. 11–12.
- Turek, Adolf. (1960). Česky psané listiny města Fulneka. In Vítkovsko. Číslo 9–10. Ostrava: Krajské nakladatelství. Str. 22–24.
- Turek, Adolf. (1961). Česky psané listiny města Fulneka. In Vítkovsko. Číslo 11–12. Ostrava: Krajské nakladatelství. Str. 11–13.
- Ullrich, Josef. (1913). Die Pfarrkirche in Fulnek. In Mitteilungen des Erzherzog Reiner-Museums für Kunst und Gewerbe. XXXI. Band. Brünn: Erzherzog Reiner-Museum. Str. 3–9.
- Vlčková, Jana. (2007). Historie a katalogizace knižního fondu farní knihovny ve Fulneku. Bakalářská diplomová práce. Katedra historie Filozofické fakulty Univerzity Palackého. Olomouc.
- Wolny, Gregor. (1835). Die Markgrafschaft Mähren. I. Band. Brünn: Selbſtverlag. 486 stran. Str. 119–137. Dostupné na Google Knihy.
- Wolny, Gregor. (1859). Kirchliche Topographie von Mähren. I. Abtheilung, III. Band. Brünn: Selbſtverlag. 480 stran. Str. 189–202, 210–211.